# John Light
John Light (Birmingham; 28 de septiembre de 1972) es un actor  de cine, televisión y teatro inglés.

## Carrera
Su performance teatral incluye el Festival The Complete Works en Stratford-upon-Avon, donde estelarizó el montaje de Sean Holmes sobre Julio César como Brutus y en el de Rupert Goold sobre The Tempest como Caliban. Hizo el papel de Henry Lennox (con Richard Armitage y Daniela Denby-Ashe) en la producción North & South de la BBC, inspirada en la novela homónima de Elizabeth Gaskell. 
También interpretó al piloto Robert Newman en la película Dresden, en la cual habló en alemán; así como Geoffrey en el 2003 en la película The Lion in Winter conjuntamente con Patrick Stewart, Glenn Close y Jonathan Rhys-Meyers. Asimismo apareció en la película del 2009 A New World: A Life of Thomas Paine.

## Vida personal
Light nació en Birmingham, Inglaterra. Es primo en tercer grado del poeta Laurie Lee y del director de películas Jack Lee. Su hermana Liz Light tiene un centro teatral en Birmingham llamado Stage2.
En el 2005 inició una relación con la actriz canadiense Neve Campbell. La pareja se comprometió en diciembre de 2005, casándose el 5 de mayo de 2007 en Malibú, California.  Campbell solicitó el divorcio de Light 30 de junio de 2010 en Los Ángeles.